# Personal på reservstat
Personal på reservstat var en form av fast anställning för förtidsavgångna officerare och underofficerare vilken tillkom 1914 och avskaffades 1990. Även tidigare hade det i flottan funnits reservstater för officerare.

## Reservstat 1925-1990
Anställning på reservstat tillkom i samband med 1914 års försvarsbeslut och innebar att en officer eller underofficer vid armén, flottan och senare vid flygvapnet, som avgick innan pensionsåldern kunde anställas på reservstat. Detsamma gällde även för en civilmilitär tjänsteman vid fältläkarkåren eller marinläkarkåren och senare även för en läkare vid flygvapnet. Detta innebar i fredstid endast viss kortare årlig tjänstgöringsskyldighet förenad med årslön och pension.
Reservstatssystemet avvecklades 1990. Vid tiden för avvecklingen fanns reservstater för armén, flottan, kustartilleriet och flygvapnet. Anställning på reservstat var då endast möjligt för regementsbefäl och krävde en lägsta levnadsålder om 35 år och minst 12 års anställning på aktiv stat i försvaret efter 21 års ålder.

## Flottans tidigare reservstater
Kungl. Maj:ts flottas reservstat inrättades 1852, dit icke fullt tjänstedugliga officerare på egen begäran kunde överföras. Då Kungl. Maj:ts flotta 1866 delades i Kungliga flottan och Kungliga skärgårdsartilleriet inrättades en ny reservstat kallad K. M:ts flottas nya reservstat dit de officerare och underofficerare fördes som inte överfördes till någon av de bägge nya vapenslagen. Personalen i denna reservstat var ständigt tjänstgörande men kunde inte kommenderas till sjöss. När flottan och skärgårdsartilleriet sammanslogs 1873 bildades Kungl. flottans permanenta reservstat dit officerare av kaptens eller högre grad överfördes då det krävdes av tjänstens väl. Även denna reservstat var ständigt tjänstgöringsskyldig, dock inte till sjöss. Överföringar till denna upphörde 1887. Flottans olika reservstater upphörde efterhand genom personalens avgång.